# Zaberej, Hust
Zaberej (în ucraineană Забереж) este un sat în comuna Drahovo din raionul Hust, regiunea Transcarpatia, Ucraina.

## Demografie
Componența lingvistică a localității Zaberej
     Ucraineană (99,17%)
     Alte limbi (0,69%)
Conform recensământului din 2001, majoritatea populației localității Zaberej era vorbitoare de ucraineană (99,17%), existând în minoritate și vorbitori de alte limbi.